# Dům U Špuláků
Dům U Špuláků (příp. též Dům Na schůdkách) je historická budova na Velkém náměstí v Hradci Králové. Jeho současná podoba je barokní a slouží jako reprezentativní prostory města.

## Historie
Na místě mezi biskupskou rezidencí a bývalým jezuitským seminářem stál původně gotický dům, ten byl ve 2. polovině 16. století renesančně přestavěn. V roce 1750 proběhla pod vedením architekta Františka Kermera barokní přestavba domu. V roce 1866 byl dům za prusko-rakouské války zasažen dělostřeleckým granátem. V roce 1902 a znovu v roce 1923 inicioval rekonstrukci domu místní rodák, starosta František Ulrich. V roce 1931 byl dům zasažen požárem ze sousední biskupské rezidence – oprava pak probíhala podle projektu architekta Jana Rejchla. V roce 1958 (1964) byl dům prohlášen kulturní památkou. 27. ledna 1990 hovořil při své návštěvě Hradce Králové z balkónu domu prezident Václav Havel. V letech 2009–11 prošla budova kompletní rekonstrukcí všech prostor, včetně dříve částečně zasypaného sklepa, který byl po opravě poprvé zpřístupněn veřejnosti. V rámci této rekonstrukce byl k budově připojena i moderní dostavba obsahující např. výtah. Rekonstrukce a přístavba domu se v roce 2013 stala stavbou roku Královéhradeckého kraje v kategorii občanské vybavenosti.

## Vlastníci domu
- 16. století – pravděpodobně čeští bratři[3][4]
- 1750 – voskař Jan Kloffl, který inicioval barokní přestavbu[3]
- 1790–1806 – Jan Myslík (budova je někdy označována také jako Myslíkovský dům)[3]
- 1826 – voskař Jan Špulák (odtud název Dům U Špuláků)[3]
- poté voskař Jan Albers, špulákův zeť[3]
- 1867 – voskařka Anna Špuláková[3]
- 1867 – Josef Peřina[3]
- 1888 – mydlář a voskař Josef Pilnáček (dům byl v této době též označován Na Schůdcích)[3]
- 1894 – uvádějí se dva majitelé domu: městský magistrát a královéhradecká diecéze; ještě téhož roku se ale výhradním vlastníkem stalo město Hradec Králové[3]

## Využití domu
V domě v 18. a 19. století dlouhodobě fungovala voskařská dílna a krám. Prostory – jak bytové, tak obchodní – byly ale také pronajímány. 
- 6. února 1859 – v domě se narodil František Ulrich, jehož rodina zde bydlela[3]
- 1882–1913 – v budově byly uchovávány sbírky městského muzea; roku 1882 sem byly přestěhovány z radnice, v roce 1913 pak byly přesunuty do tehdy nové budovy Muzea východních Čech
- 1891–97 – jednota katolických tovaryšů zde provozovala divadlo[3]
- 1894 – v domě byl umístěn církevní chlapecký seminář[3]
- Albersova voskařská dílna[3]
- dílna Alberta Brynkmana na klaviatury[3]
- 1913 – do domu se přestěhovala Palackého čítárna[3][9]
- 1923–39 – v domě fungovala městská knihovna (tou dobou byl pro dům používán název Dům lidové osvěty)[3][9]
- 1938 – v domě byla instalována pro veřejnost pracovna spisovatele Ignáta Herrmanna a též upomínky na jeho dědečka Jana Hostivíta Pospíšila; památky městu věnovala na Herrmannovo přání spisovatelova rodina, v 50. letech 20. století pak byly přemístěny do depozitáře královéhradeckého muzea[3][10][11]
- po roce 1948 objekt využíval Městský národní výbor, a to nejprve pro Odbor zahranictví a úprav města, poté jako obřadní síň a matriku[3]
- po roce 1989 měla v domě dočasné prostory Katolická charita[3]

## Architektura
Jedná se o řadový dvoupodlažní městský dům s mansardovou střechou, věžový rizalit zasahuje až do třetího podlaží. Při pohledu na hlavní fasádu, směřující do Velkého náměstí, je na pravé straně domu umístěn průjezd s půleliptickou valenou klenbou. Fasáda v přízemí domu je pokryta pásovou rustikou. Uprostřed věžového rizalitu je v přízemí barokní kamenný portál. V patře je kolem rizalitu balkón na kamenných konzolách, s bohatě zdobenou mříží a soškou Panny Marie. Okna jsou vsazena v šambránách a nad nimi jsou umístěny suprafenestry (rovné nebo prolamované). V patře a ve věži je fasáda členěna bosovanými lizénami. V rizalitu je v prvním patře vsazen trojúhelníkový tympanon. Některé prvky domu (mansarda, tympanon, suprafenestry) ve zmenšené podobě s nadsázkou odkazují na fasádu sousední biskupské rezidence.
Na domě je umístěna pamětní deska, která upozorňuje na historii domu a také na fakt, že se jedná o rodný dům Františka Ulricha.
O sošce Panny Marie, umístěné na balkóně domu, se traduje, že zde byla umístěna jako poděkování za pomoc Panny Marie při modlitbách za přírůstek do rodiny. Kdo byl investorem ani tvůrcem sošky, ovšem není známo.

## Aktivity
Při speciálních příležitostech je dům přístupný veřejnosti v rámci dní otevřených dveří.

## Zajímavost
V roce 1922 byla v makovici věže domu nalezena zinková deska s latinským nápisem, že 17. srpna 1750 dal tento dům postavit voskař Jan Klofelius a že se v tomto domě téhož roku sešli mydláři z jeho cechu. Deska byla následně uložena do lapidária Muzea východních Čech.